# Kaševågbrytaren

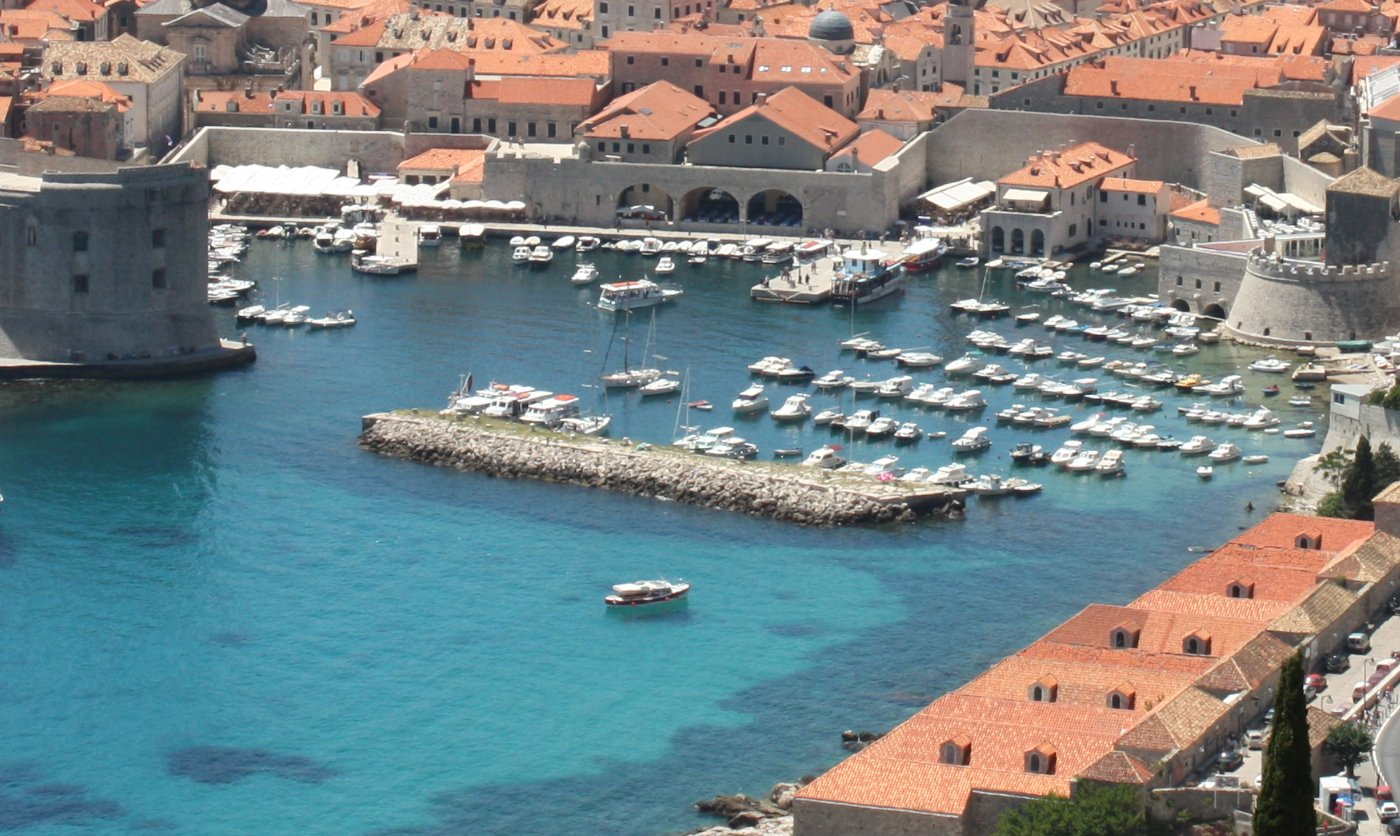
Kaševågbrytaren framför Gamla stans hamn 2011. Till vänster syns S:t Johannes fästning och till höger en del av Revelinfästningen. I den nedre delen av bilden syns hustaken på Lazareti.

Kaševågbrytaren (kroatiska: valobran Kaše) är en vågbrytare i Dubrovnik i Kroatien. Den är belägen i havet öster om Gamla stan i Dubrovnik och uppfördes 1484–1486 enligt ritningar av den lokale arkitekten Paskoje Miličević. Dess huvudsakliga syfte var att skydda stadens hamn från vågor men kom även att spela en viktig roll i den forna republiken Dubrovniks försvar. Mer än 500 år sedan dess uppförande utgör den fortfarande ett viktigt skydd mot vågor vid kraftigt väder.

## Historik
Den 26 juli 1347 fattade republiken Dubrovniks Stora råd ett beslut om att anlägga en cirka 51 m lång vågbrytare framför hamnen i Dubrovnik. Det skulle dock dröja till år 1484 innan dess anläggning påbörjades. Utgifterna för vågbrytarens anläggande uppgick till 5 700 dukater. Vid anläggandet användes kassuner ("kaše" på lokal kroatisk dialekt) av trä vilket gav upphov till vågbrytarens namn.
Förutom att skydda hamnen från höga vågor kom vågbrytaren att spela en viktig roll då staden stod under hot från havssidan. Vid dessa tillfällen drogs nämligen en hamnkedja från Sankt Johannes fästning via vågbrytaren till bron vid Pločeporten (den östra stadsporten) och Revelinfästningen. På så vis förhindrades fientliga skepp och båtar att nå hamnen.
Vågbrytarens utsatta läge för väder och vind har lett till att den har behövt restaureras ett flertal gånger. I jordbävningen 1979 skadades den lindrigt och under det kroatiska självständighetskriget och belägringen av Dubrovnik (1991–1992) skadades den av serbisk och montenegrinsk artilleribeskjutning.